# Sarkin Aréwa (El Allassane Maïreyrey)
Sarkin Aréwa (auch: Serki Aréwa, Serkin Aréwa, Sherkin Aréwa) ist ein Dorf in der Landgemeinde El Allassane Maïreyrey in Niger.

## Geographie
Das von einem traditionellen Ortsvorsteher (chef traditionnel) geleitete Dorf befindet sich rund 42 Kilometer nordöstlich des Hauptorts El Allassane Maïreyrey der gleichnamigen Landgemeinde, die zum Departement Mayahi in der Region Maradi gehört. Zu den Siedlungen in der näheren Umgebung von Sarkin Aréwa zählen Amazazagan I im Nordwesten, Dan Barko im Nordosten, Dan Aï Saboua und Guidan Gobgé im Südosten, Kahin Gatari im Süden sowie Guidan Gagéré und Maïsansamé im Südwesten.
Sarkin Aréwa liegt auf einer Höhe von 414 m. Die Siedlung ist Teil der Übergangszone zwischen Sahara und Sahel. Die durchschnittliche jährliche Niederschlagsmenge beträgt hier zwischen 200 und 300 mm.

## Bevölkerung
Bei der Volkszählung 2012 hatte Sarkin Aréwa 1881 Einwohner, die in 280 Haushalten lebten. Bei der Volkszählung 2001 betrug die Einwohnerzahl 1211 in 146 Haushalten und bei der Volkszählung 1988 belief sich die Einwohnerzahl auf 871 in 136 Haushalten.
Die Bevölkerungsdichte in diesem Gebiet ist mit 10 bis 20 Einwohnern je Quadratkilometer relativ gering.

## Wirtschaft und Infrastruktur
In Sarkin Aréwa wird ein Wochenmarkt abgehalten. Der Markttag ist Freitag. Der Markt wurde nach 1960, dem Jahr der staatlichen Unabhängigkeit Nigers, eingerichtet. Eine Getreidebank wurde in den 1980er Jahren etabliert. Sarkin Aréwa liegt in einem Gebiet des Übergangs zwischen der Naturweidewirtschaft des Nordens und des Ackerbaus des Südens, was zu Landnutzungskonflikten führt.
Im Dorf ist ein Gesundheitszentrum des Typs Centre de Santé Intégré (CSI) vorhanden. Es gibt eine Schule. Das nigrische Unterrichtsministerium richtete 1996 gemeinsam mit dem Welternährungsprogramm der Vereinten Nationen zahlreiche Schulkantinen in von Ernährungsunsicherheit betroffenen Zonen ein, darunter eine für Kinder transhumanter Hirten in Sarkin Aréwa.
Durch Sarkin Aréwa führt die 94 Kilometer lange Nationalstraße 40 zwischen Tessaoua und Belbédji. Es handelt sich um eine einfache Piste. Das Dorf liegt außerdem an einer traditionellen Route nomadischer Fulbe- und Wodaabe-Viehzüchter für die Überwinterung im Norden.